# Louis-Henri Baratte
Louis-Henri Baratte (Criquetot-l'Esneval, 30 de abril de 1803-¿?) fue un erudito francés.

## Biografía
Doctor en Medicina, se embarcó en la tarea de publicar una colección de retratos de los normandos más famosos. La colección, conformada por al menos dos mil piezas, fue adquirida en 1847 por la biblioteca de Rouen. 

## Publicaciones
- Poètes normands,[1][2][3] Paris, Lacrampe, 1845.
- Essai de littérature médicale ; choix des meilleurs morceaux en prose et en vers, extraits des auteurs les plus célèbres qui ont traité de la médecine et de son application,[4] París, Baillière, 1846